# Chau Ty
Chau Ty là một nhà sư, hòa thượng Phật giáo theo hệ phái Nam tông Khmer người Việt Nam. Tại Đại hội IX vào năm 2022, ông được suy tôn ngôi vị Phó pháp chủ của Giáo hội Phật giáo Việt Nam.
Hòa thượng Chau Ty đang trụ trì chùa Svay-xo, An Giang. Ông đã dành nhiều năm để duy trì và phát triển nghệ thuật viết kinh trên lá buông, đã được nhà nước Việt Nam trao tặng danh hiệu "Nghệ nhân nhân dân" (2019), đồng thời “Tri thức và kỹ thuật viết chữ trên lá buông của người Khmer” cũng được công nhận là Di sản văn hóa phi vật thể quốc gia của Việt Nam từ năm 2017.